# Kajmany na Letnich Igrzyskach Olimpijskich 2020
Kajmany na Letnich Igrzyskach Olimpijskich 2020 – występ kadry sportowców reprezentujących Kajmany na igrzyskach olimpijskich, które odbyły się w Tokio w Japonii, w dniach 23 lipca - 8 sierpnia 2021 roku.
Reprezentacja Kajmanów liczyła pięcioro zawodników - dwóch mężczyzn i trzy kobiety, którzy wystąpili w 3 dyscyplinach.
Był to jedenasty start tego terytorium zależnego na letnich igrzyskach olimpijskich.

## Reprezentanci

### Gimnastyka

#### Gimnastyka artystyczna
| Zawodniczka  | Konkurencja           | Kwalifikacje | Kwalifikacje | Kwalifikacje | Kwalifikacje | Kwalifikacje | Kwalifikacje | Finał    | Finał    | Finał    | Finał    | Finał | Finał   |
| Zawodniczka  | Konkurencja           | Przyrząd     | Przyrząd     | Przyrząd     | Przyrząd     | Suma         | Miejsce      | Przyrząd | Przyrząd | Przyrząd | Przyrząd | Suma  | Miejsce |
| Zawodniczka  | Konkurencja           | H            | B            | C            | R            | Suma         | Miejsce      | H        | B        | C        | R        | Suma  | Miejsce |
| ------------ | --------------------- | ------------ | ------------ | ------------ | ------------ | ------------ | ------------ | -------- | -------- | -------- | -------- | ----- | ------- |
| Raegan Rutty | wielobój indywidualny | 12,133       | 8,566        | 8,283        | 10,633       | 39,615       | 80.          | NQ       | NQ       | NQ       | NQ       | NQ    | NQ      |

### Lekkoatletyka
Mężczyźni
| Zawodnik    | Konkurencja   | Eliminacje | Eliminacje | Runda 1 | Runda 1 | Półfinał | Półfinał | Finał | Finał   |
| Zawodnik    | Konkurencja   | Czas       | Miejsce    | Czas    | Miejsce | Czas     | Miejsce  | Czas  | Miejsce |
| ----------- | ------------- | ---------- | ---------- | ------- | ------- | -------- | -------- | ----- | ------- |
| Kemar Hyman | Bieg na 100 m | BYE        | BYE        | 10,41   | 49.     | NQ       | NQ       | NQ    | NQ      |

Kobiety
| Zawodniczka  | Konkurencja   | Runda 1 | Runda 1 | Półfinał | Półfinał | Finał | Finał   |
| Zawodniczka  | Konkurencja   | Czas    | Miejsce | Czas     | Miejsce  | Czas  | Miejsce |
| ------------ | ------------- | ------- | ------- | -------- | -------- | ----- | ------- |
| Shalysa Wray | Bieg na 400 m | 53,61   | 37.     | NQ       | NQ       | NQ    | NQ      |

### Pływanie
Mężczyźni
| Zawodnik     | Konkurencja       | Eliminacje | Eliminacje | Półfinał | Półfinał | Finał | Finał   |
| Zawodnik     | Konkurencja       | Czas       | Miejsce    | Czas     | Miejsce  | Czas  | Miejsce |
| ------------ | ----------------- | ---------- | ---------- | -------- | -------- | ----- | ------- |
| Brett Fraser | 50 m st. dowolnym | 22,46      | 33.        | NQ       | NQ       | NQ    | NQ      |

Kobiety
| Zawodniczka    | Konkurencja        | Eliminacje | Eliminacje | Półfinał | Półfinał | Finał | Finał   |
| Zawodniczka    | Konkurencja        | Czas       | Miejsce    | Czas     | Miejsce  | Czas  | Miejsce |
| -------------- | ------------------ | ---------- | ---------- | -------- | -------- | ----- | ------- |
| Jillian Crooks | 100 m st. dowolnym | 57,32      | 41.        | NQ       | NQ       | NQ    | NQ      |